# XVI саммит БРИКС
XVI саммит БРИКС — встреча глав государств объединения БРИКС, которая проходила в Российской Федерации — городе Казани (Татарстан) — с 22 по 24 октября 2024 года. На момент проведения саммита членство в БРИКС подтвердили 9 государств: Бразилия, Россия, Индия, КНР, ЮАР, Египет, Иран, ОАЭ и Эфиопия.
Организаторы саммита исходили из того, что полноправным участником БРИКС является Саудовская Аравия; однако глава делегации Саудовской Аравии по прибытии в Казань заявил, что участвует в саммите в качестве представителя страны, приглашённой в БРИКС.
В саммите принимал участие генеральный секретарь ООН Антониу Гутерриш. Саммит стал крупнейшим международным мероприятием, организованным в России с начала вторжения на Украину в 2022 году и в целом в истории страны.

## Предыстория

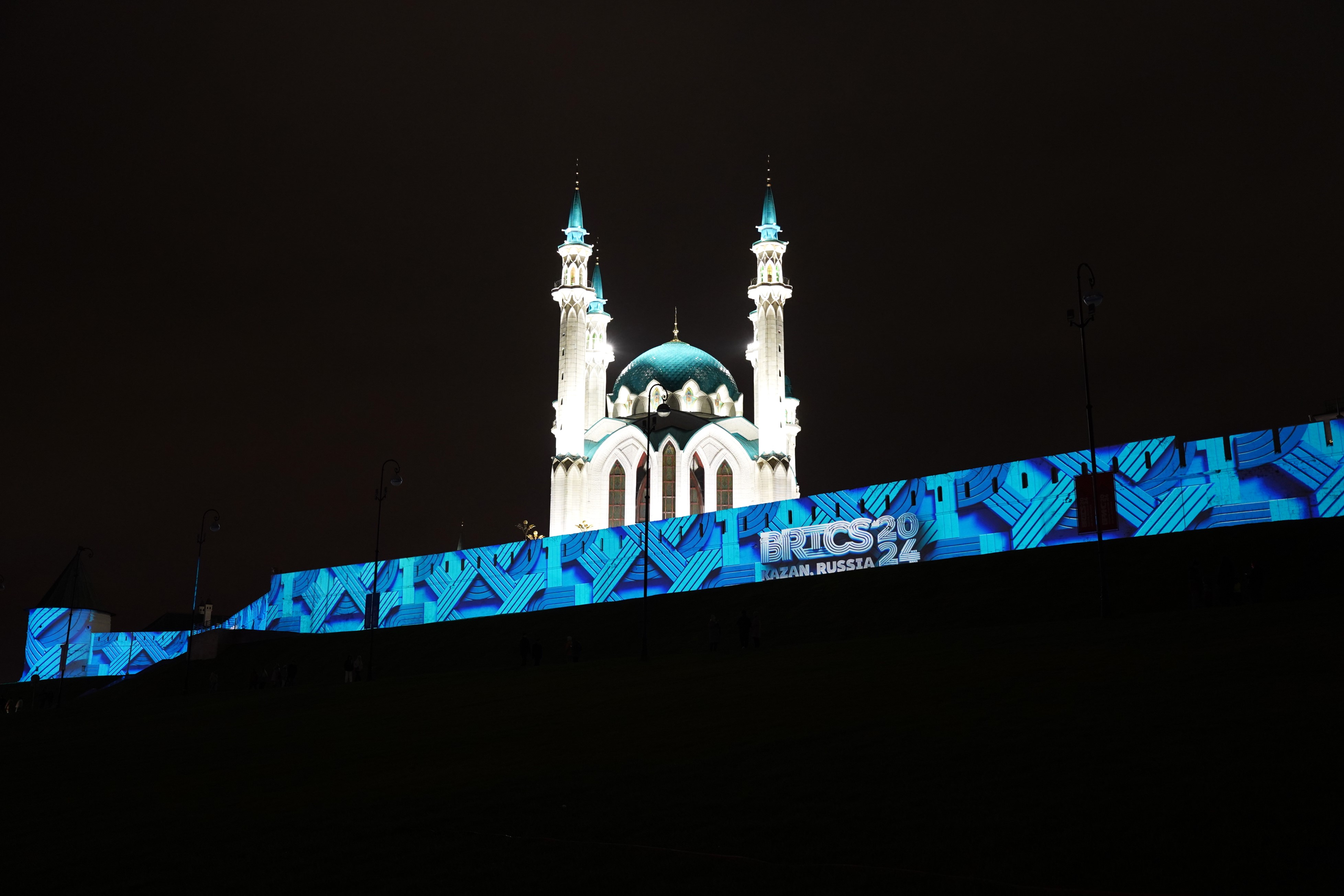
Иллюминация стен Казанского кремля в дни проведения XVI саммита БРИКС

3 апреля 2023 года президент России Владимир Путин подписал указ о проведении встречи глав государств БРИКС 2024 года в Казани. Одновременно с этим было утверждено положение об оргкомитете саммита, а также о его председателе; на этот пост Владимир Путин назначил своего помощника Юрия Ушакова.
Об участии в саммите заявили более 30 стран, 24 из которых — на уровне первых лиц.
С 12 по 23 июня 2024 года в Казани прошли Спортивные игры БРИКС 2024, в которых участвовали представители 53 стран мира.
По информации Юрия Ушакова, президент Турции Реджеп Тайип Эрдоган принял приглашение от руководства России приехать на саммит БРИКС в Казани. 12 сентября министр иностранных дел КНР Ван И сообщил президенту РФ Владимиру Путину, что глава КНР Си Цзиньпин примет приглашение к участию в саммите БРИКС в Казани. 4 октября 2024 года глава информцентра ООН в России Владимир Кузнецов сообщил о том, что генсек организации Антониу Гутерриш также примет участие.
20 сентября глава Республики Сербской Боснии и Герцеговины Милорад Додик заявил, что примет участие в саммите.
17-18 октября в Москве прошёл Деловой форум БРИКС. В обращении к форуму президент России Владимир Путин заявил, что страны блока в обозримой перспективе будут генерировать прирост глобального ВВП. Он также отметил, что доля стран БРИКС в мировом ВВП превысила показатель «Группы семи» — в 2023 годе — 37,4 % и 29,3 % соответственно.
Приглашённая в состав БРИКС Аргентина, по состоянию на 2024 год отказавшаяся вступать в альянс, не получала приглашение на саммит в Казани.
Афганистан, где у власти находятся представители запрещённого в России движения «Талибан», тоже подал заявку на участие в саммите БРИКС в Казани.

## Участники

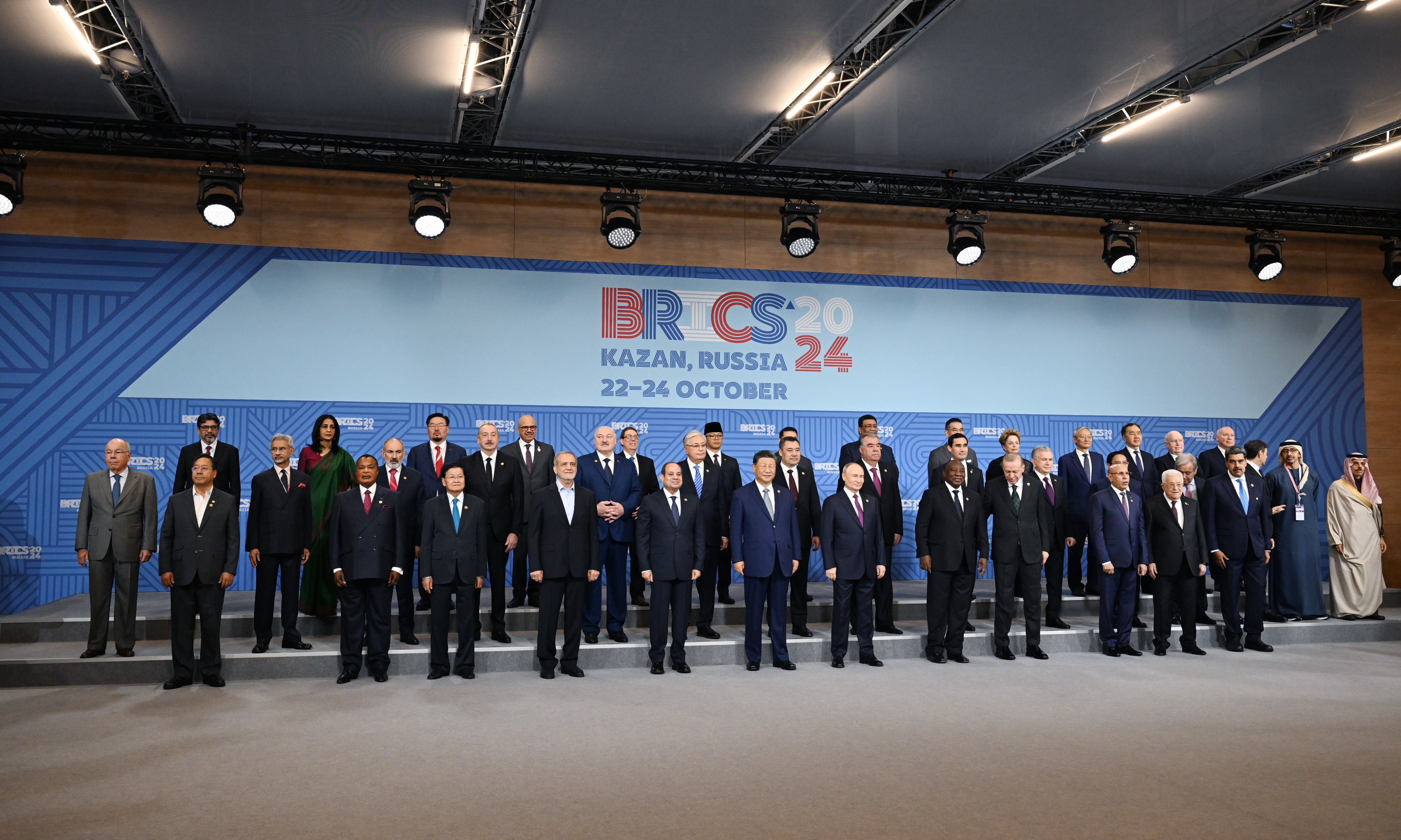
Коллективное фото участников саммита

На встречу в Казань прибыли 36 делегаций из разных стран. Кроме делегаций стран — участников БРИКС в Казань прибыли делегации Азербайджана, Алжира, Армении, Бангладеш, Бахрейна, Беларуси, Боливии, Венесуэлы, Вьетнама, Индонезии, Казахстана, Республики Конго, Кыргызстана, Лаоса, Мавритании, Малайзии, Монголии, Никарагуа, Государства Палестина, Сербии, Таджикистана, Таиланда, Туркменистана, Турции, Узбекистана, Шри-Ланка, Республики Сербской (БиГ).
Отдельные лидеры стран, приглашённые на встречу в Казани, не смогли участвовать в саммите лично. Президент страны БРИКС Бразилии Лула да Силва из-за травмы вынужден был отказаться от посещения России и участвовал по видеосвязи. Первый секретарь Коммунистической партии Кубы Мигель Диас-Канель был приглашён на саммит, но остался на Кубе из-за отказа электростанции и полного отключения электричества в стране. Президент Сербии Александр Вучич не смог присутствовать из-за визита в Сербию представителей Европейского союза, который проходил в это же время.
Самые многочисленные делегации были из Китая — 560 человек, Индии — 260, Турции — 237, Венесуэлы — 228, ОАЭ — 198 человек.

### Представители членов БРИКС
Участниками саммита стали большинство руководителей (глав) государств — членов БРИКС. Среди них: президент России Владимир Путин, председатель КНР Си Цзиньпин, президент Египта Абдул-Фаттах ас-Сиси, премьер-министр Индии Нарендра Моди, президент ЮАР Сирил Рамафоса, премьер-министр Эфиопии Абий Ахмед Али и президент ОАЭ Мухаммад ибн Заид Аль Нахайян.
Из девяти членов БРИКС два государства не были представлены на саммите своими первыми лицами. Делегацию Бразилии в Казани непосредственно возглавил министр иностранных дел страны Мауро Виейра, а делегацию Ирана — президент Масуд Пезешкиан.
На саммите Саудовскую Аравию представлял глава МИД Фейсал ибн Фархан Аль Сауд, согласно заявлению которого, саудовская сторона присутствовала на встрече в качестве приглашённой страны. Несмотря на это, организаторы принимали Саудовскую Аравию, как если бы она являлась полноправным членом альянса, и флаг Саудовской Аравии на площадках саммита в Казани был установлен наряду с флагами иных государств — членов БРИКС.

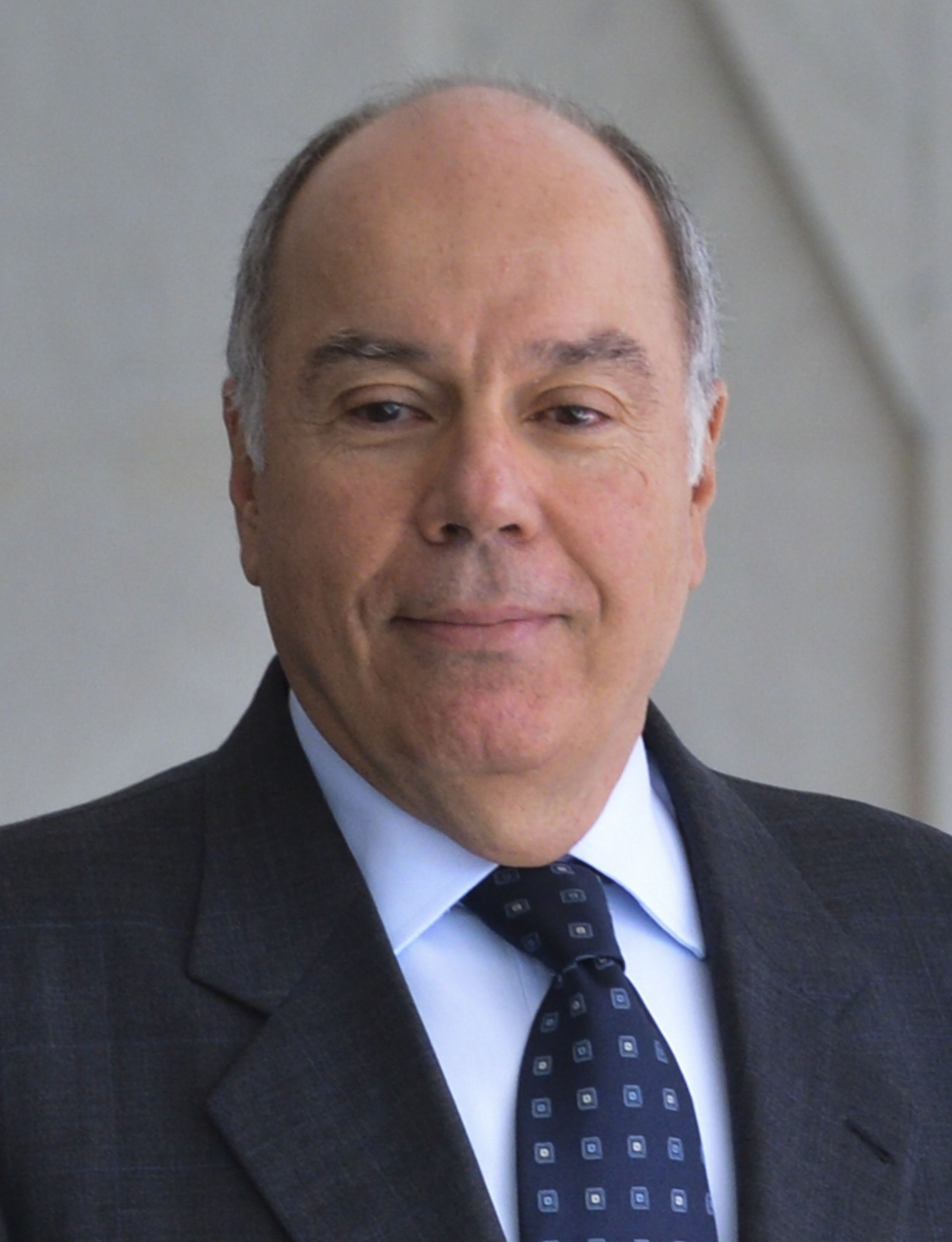
Министр иностранных дел Бразилии Мауро Виейра
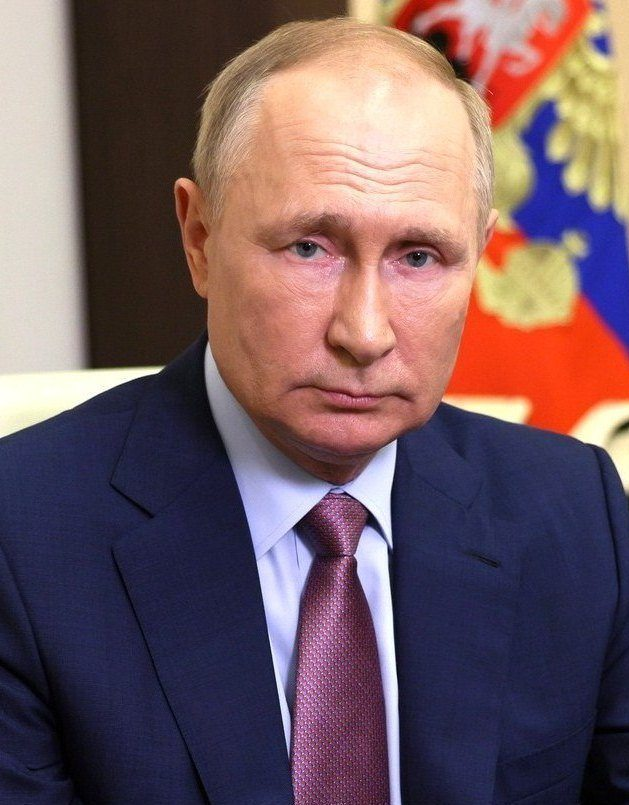
Президент России Владимир Путин
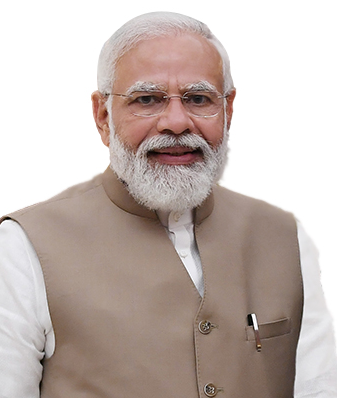
Премьер-министр Индии Нарендра Моди
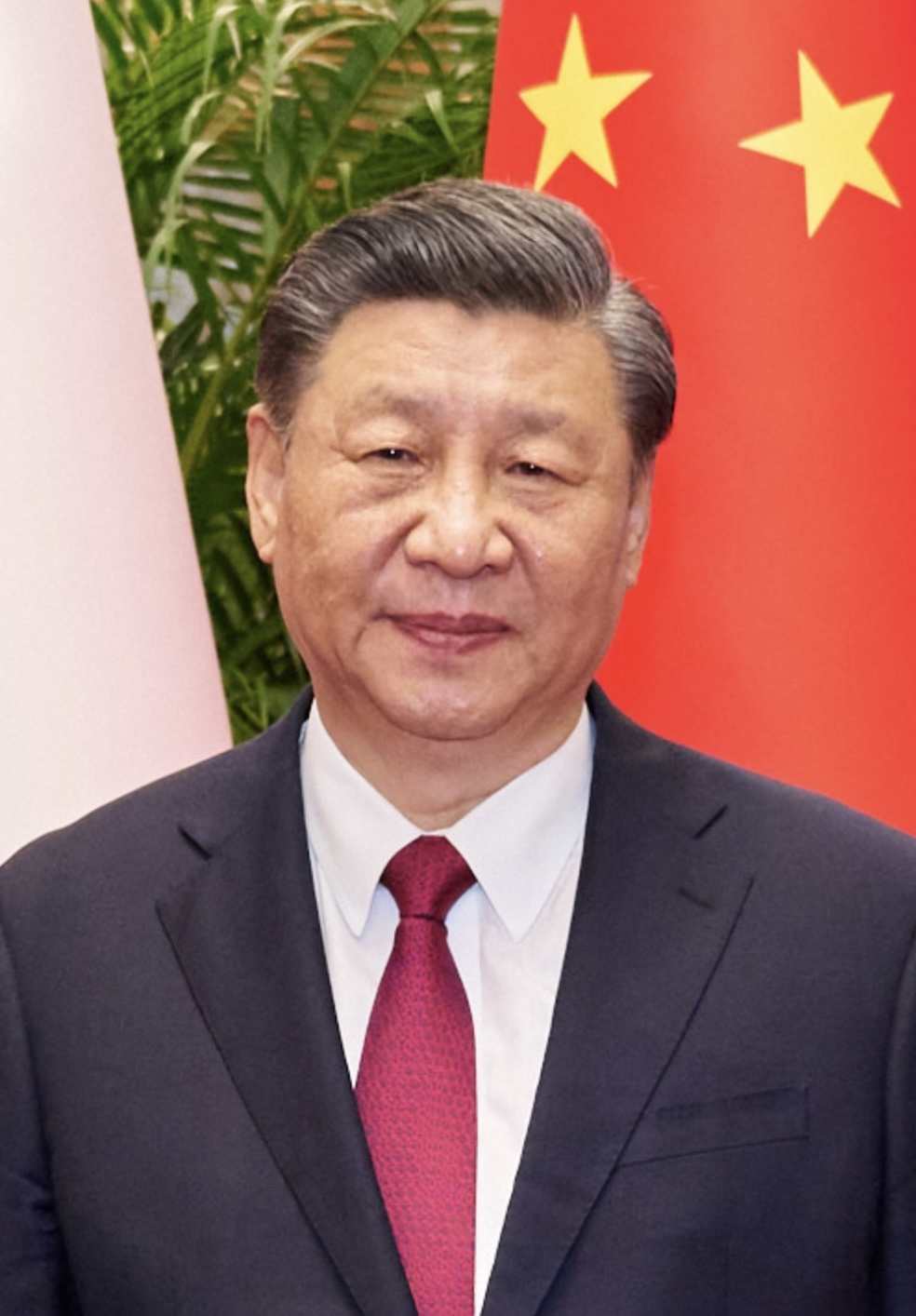
Председатель КНР Си Цзиньпин
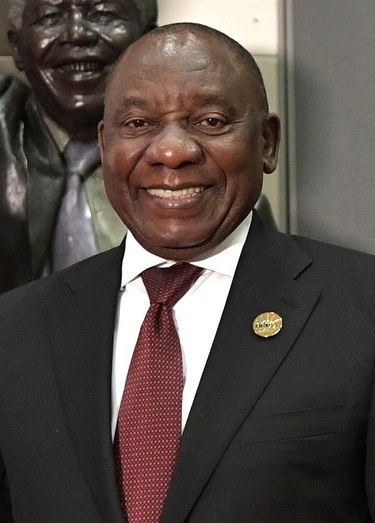
Президент ЮАР Сирил Рамафоса

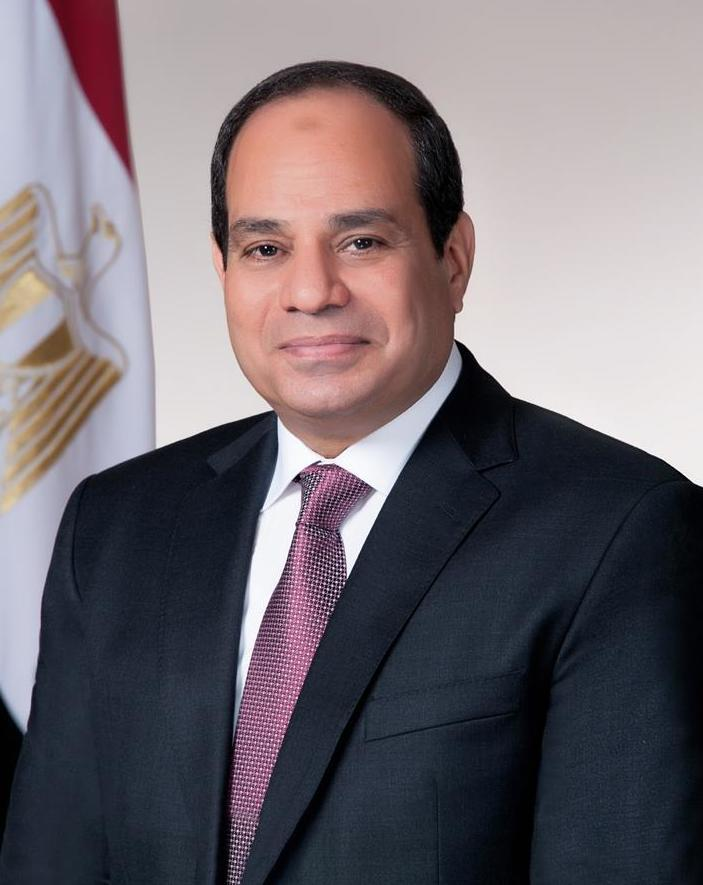
Президент Египта Абдул-Фаттах ас-Сиси
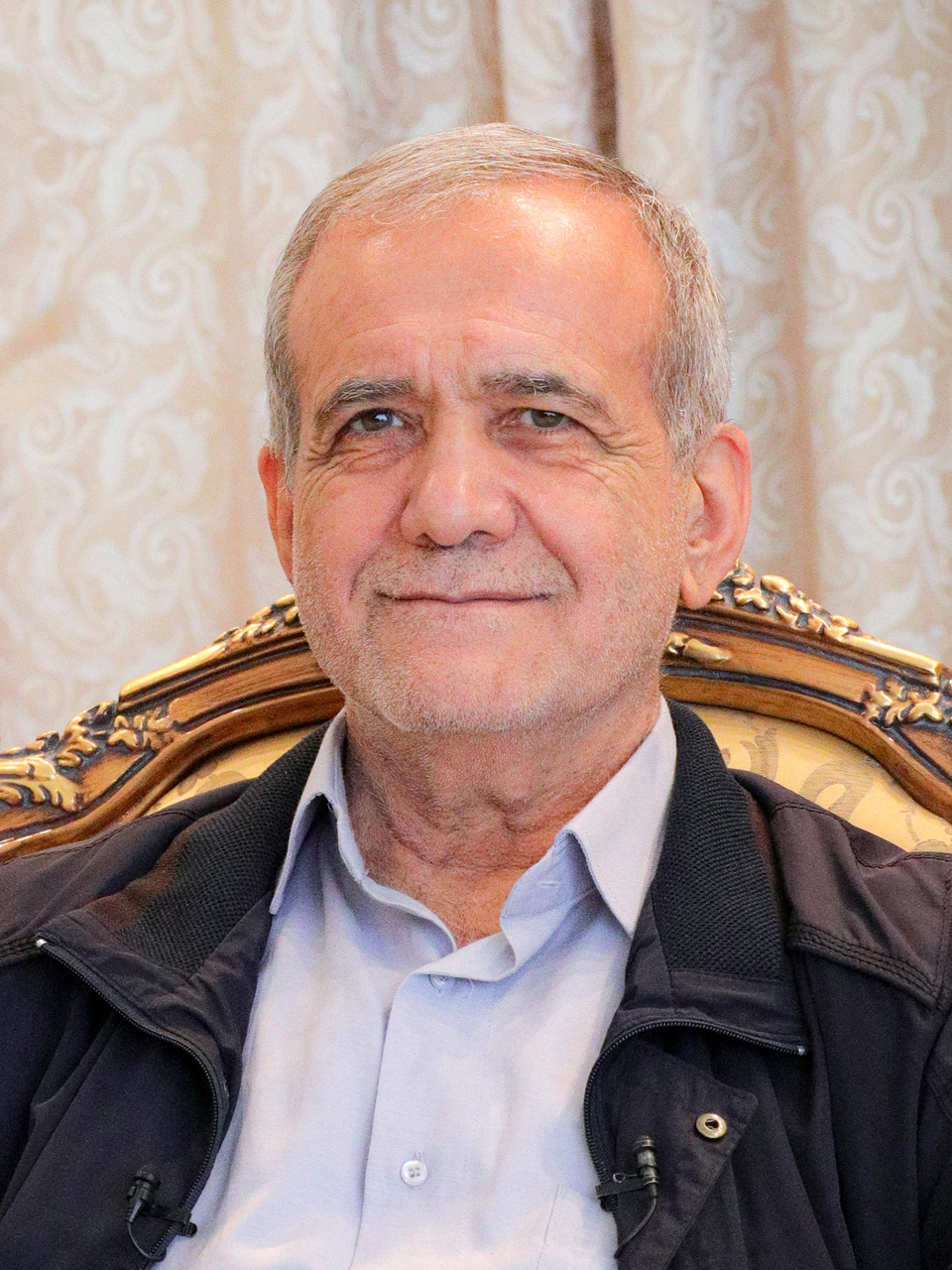
Президент Ирана Масуд Пезешкиан
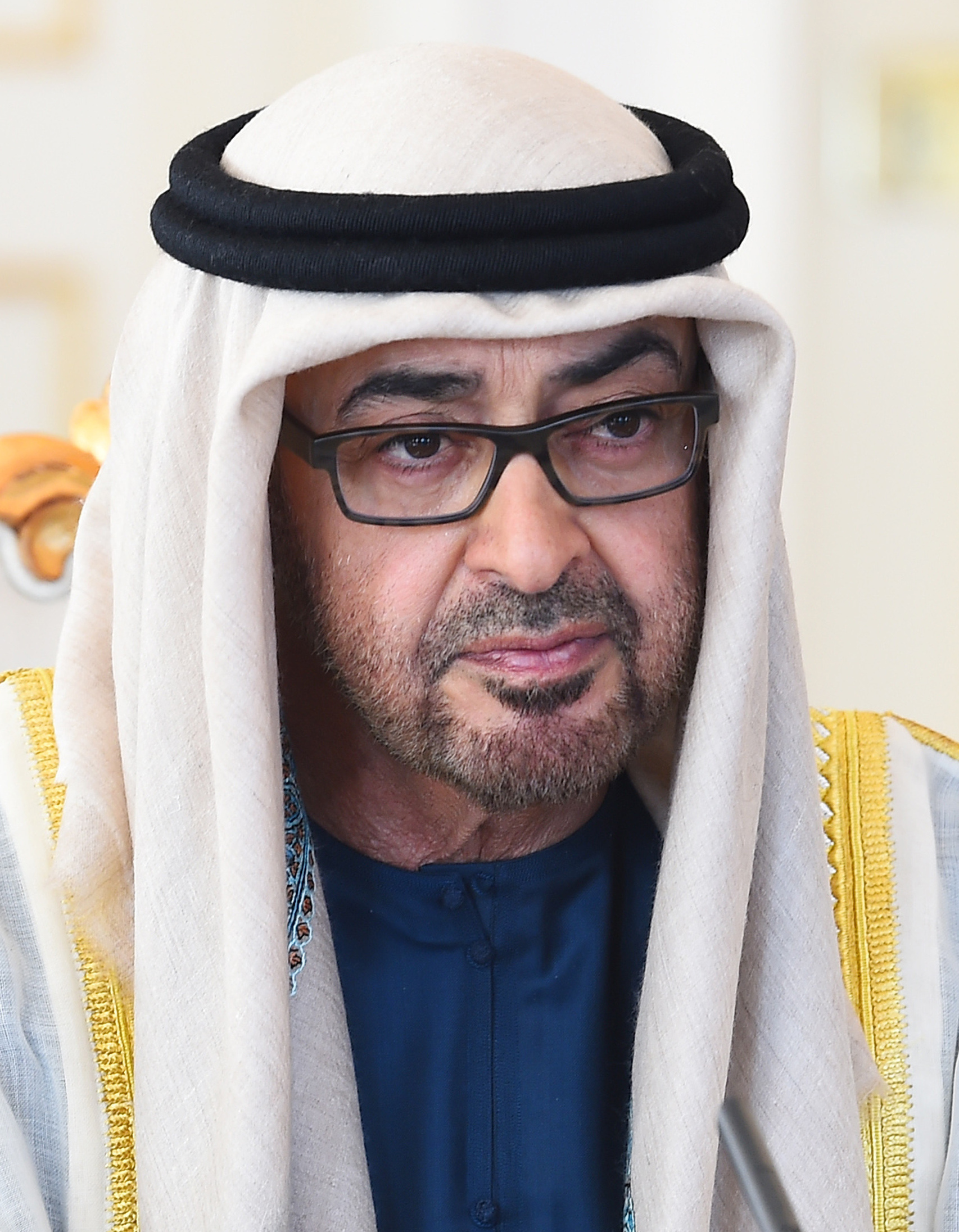
Президент ОАЭ Мухаммад ибн Заид Аль Нахайян
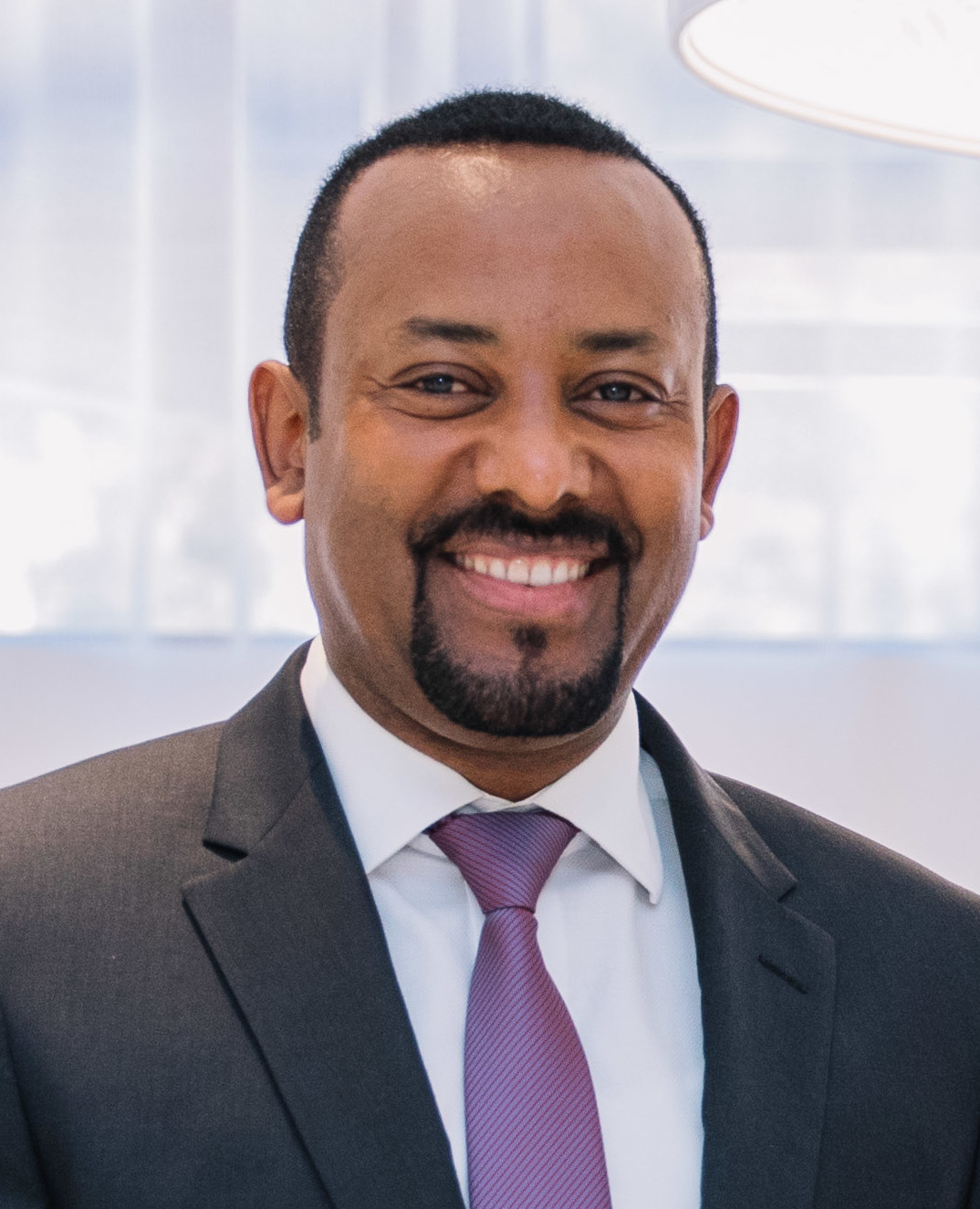
Премьер-министр Эфиопии Абий Ахмед Али

### Представители иных государств
На саммит в Казань прибыли также вице-премьер Сербии Александр Вулин, министр иностранных дел Шри-Ланки Аруни Виджевардане, президент Мавритании и председатель Африканского союза Мухаммед ульд Газуани. Кубу представлял глава МИД республики Бруно Родригес Паррилья.
Президент Беларуси Александр Лукашенко прилетел в Казань 23 октября, где также принял участие в саммите БРИКС. В этот же день в Казань для участия в саммите БРИКС прибыл президент Турции Реджеп Тайип Эрдоган. Президент Беларуси Александр Лукашенко провёл встречу с лидером Венесуэлы Николасом Мадуро на полях саммита БРИКС в Казани. Саммит посетили также президент Казахстана Касым-Жомарт Токаев, президент Узбекистана Шавкат Мирзиёев, министр иностранных дел Королевства Таиланд Марит Сангиампхонг.
Президент России Владимир Путин на полях саммита встретился с премьер-министром Вьетнама Фам Минь Тинем.
Президент Республики Сербской Милорад Додик прибыл в Казань для участия в саммите БРИКС.
От Афганистана в Казань прибыл министр торговли и промышленности Нуруддин Азизи, представитель запрещённого в России движения «Талибан».

### Представители международных организаций
23 октября в Казань прибыл генсек ООН Антониу Гутерриш.
Среди делегатов от организаций были также должностные лица ШОС, исполкома СНГ, ЕЭК, Союзного государства России и Беларуси.
Во встрече приняла участие глава Нового банка развития БРИКС Дилма Русеф.

## Программа и итоги встречи
Основными темами саммита были заявлены укрепление многосторонности, интеграция новых членов и урегулирование региональных конфликтов.
Вечером 22 октября был проведён неформальный обед участников в казанской ратуше, а рабочая часть саммита стартовала утром 23 октября. В этот день прошли два заседания по многосторонности, а затем делегации в узком составе обсуждали урегулирование острых региональных конфликтов, финансовое взаимодействие в БРИКС и сценарии дальнейшего расширения.
По итогам саммита была принята Казанская декларация. Документ включает 4 раздела:
- укрепление многосторонности для более справедливого и демократического миропорядка;
- укрепление сотрудничества в интересах глобальной и региональной стабильности и безопасности;
- углубление финансово-экономического сотрудничества в интересах справедливого глобального развития;
- расширение гуманитарных обменов в интересах социально-экономического развития[20].

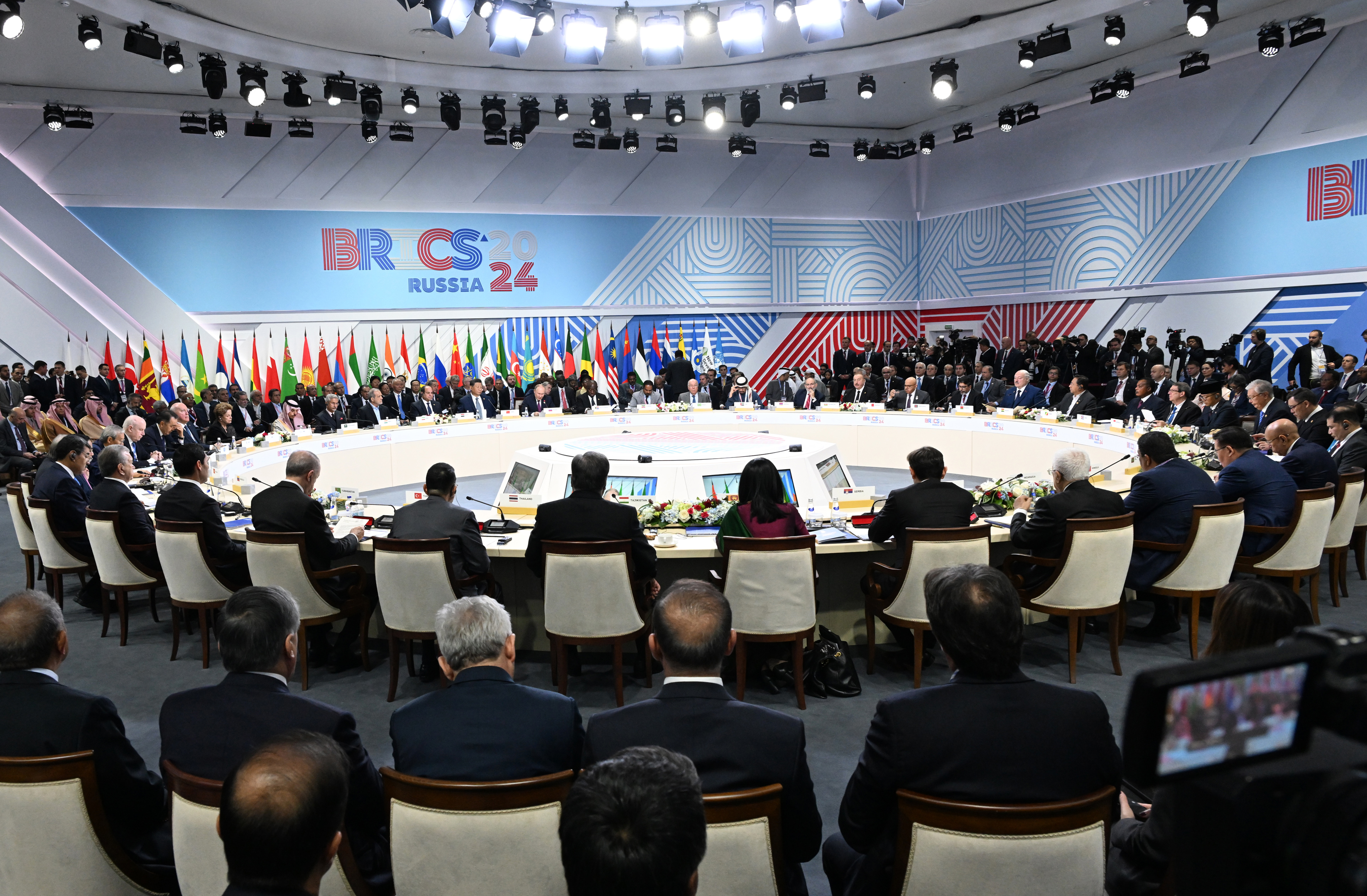
Пленарное заседание саммита БРИКС

БРИКС представит этот документ в ООН. Сформулированные в ней предложения включают в себя реформу Всемирной торговой организации; реформу Организации Объединённых Наций, включая Совет Безопасности; формирование новой банковской и расчётной системы, новой независимой от доллара США валюты и использование нацвалют без привязки к доллару США; создание единой транспортно-логистической платформы и осуждение использования дискриминационных и политически мотивированных санкций. Члены блока поддержали полноправное членство Палестины в ООН, а также осудили нападение Израиля на сотрудников ООН в Ливане и взрывы коммуникационных устройств на его территории.
Участники форума заявили обеспокоенность разрушительным воздействием санкций на мировую экономику международную торговлю и достижение целей устойчивого развития. В документе санкции названы незаконными односторонними принудительными мерами.
Кроме того, в документе заявлена поддержка инициативы России по созданию зерновой биржи БРИКС, которая впоследствии может быть расширена для торговли другими товарами, такими как нефть, газ и металлы.
В декларации также заявлена приверженность поддержанию глобальной сети финансовой безопасности с МВФ и подчеркивается необходимость реформ в сфере финансирования и приветствуется использование местных валют в финансовых операциях.
В декларации содержатся инициативы по предотвращению будущих пандемий, в частности — развитие Интегрированной системы раннего предупреждения. Кроме этого — есть пункт об усилиях по сохранению популяции больших кошек, в том числе редких видов.
Во время саммита в Казани также было принято решение о вводе платёжной системы BRICS Pay, призванной облегчить обмен финансовой информацией между центральными банками стран союза и выступить в качестве альтернативы международной межбанковской системе SWIFT. Эта система должна облегчить международные расчёты.
Российско-украинской войне в итоговой декларации был отведён 36-й пункт документа, который констатирует, что у членов БРИКС есть позиции по этому вопросу, и отмечает усилия по посредничеству для завершения конфликта путём переговоров.
Генеральный секретарь ООН Антониу Гутерриш выступил на пленарном заседании саммита БРИКС. В выступлении он затронул вопросы финансирования уязвимых стран, климата, обеспечения доступа к технологиям и использованию искусственного интеллекта в развивающихся странах. Гуттериш призвал укрепить механизмы мира, в частности — реформировать Совет безопасности ООН.
В ходе форума прошли переговоры президента России с генеральным секретарем ООН. Обе стороны сошлись в необходимости прекращения огня в секторе Газа и Ливане и предотвращения дальнейшей эскалации в регионе. В ходе переговоров были также затронуты вопросы судоходства в Черном море.
Президент России также встретился с премьер-министром Вьетнама Фам Минь Тинем. Он отметил рост товарооборота между странами и рост сотрудничества в энергетике, промышленности и образовании. Ещё одна встреча, в составе делегаций двух стран прошла между Президентом России и Президентом Лаоса Тхонглуном Сисулитом. Путин подчеркнул, что в марте 2024 года исполнилось 30 лет Договору об основах дружественных отношений, а в 2025 году будет отмечаться 65 лет установления дипломатических отношений между государствами.
По итогам саммита Индонезия заявила о намерении присоединиться к БРИКС.
Кроме статуса «приглашённых стран», к которым относятся Саудовская Аравия и Аргентина, на саммите также была появилась новая категория государств, имеющих отношение к БРИКС — 13 государств мира: Турция, Казахстан, Узбекистан, Алжир, Беларусь, Боливия, Куба, Индонезия, Малайзия, Нигерия, Таиланд, Уганда и Вьетнам получили статус «стран — партнёров БРИКС».

## Саммит в культуре

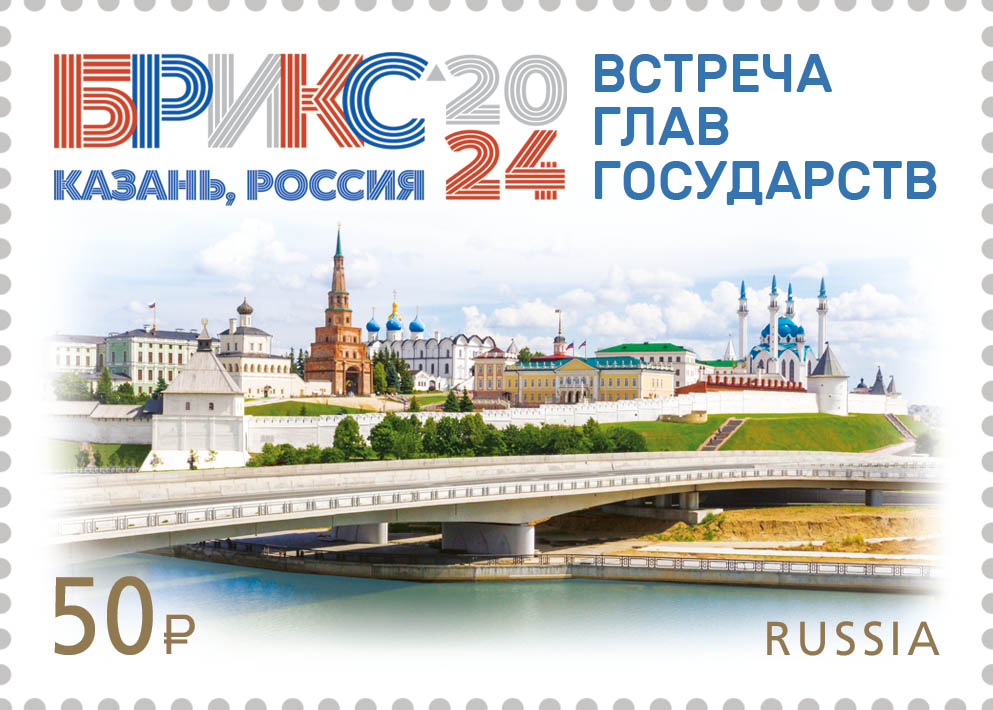
Почтовая марка России, посвящённая саммиту в Казани

Делегации, прибывающие на саммит, встречал лично глава Татарстана Рустам Минниханов, который каждому из глав делегаций наряду с русским караваем предлагал попробовать татарское лакомство чак-чак.
Для первых лиц государств на саммите в Казани был дан концерт Московского симфонического оркестра под руководством дирижёра Ивана Никифорчина, на котором солировал 9-летний скрипач из Набережных Челнов победитель Всероссийского телеконкурса юных дарований «Синяя птица» Лука Моромов, исполнивший китайскую пьесу «Баллада о Великой стене». Первым леди государств показали фэшен-шоу от российских и татарстанских брендов, в котором приняли участие конкурсантки «Мисс Татарстан».
Российская компания АО «Марка» в октябре 2024 года издала почтовую марку России номиналом в 50 рублей, посвящённую саммиту в Казани. Тираж марки — 90 000 экземпляров (издано в марочных листах в количестве 6000 экземпляров). Дизайн марки выполнен художником С. Капрановым. На марке изображена панорама Казанского кремля со стороны Кремлёвского моста реки Казанки.